# New Skin for the Old Ceremony
New Skin for the Old Ceremony är Leonard Cohens fjärde studioalbum, släppt 1974 av skivbolaget Columbia Records.
Cohen tydliggjorde vid liveframträdanden att kvinnan som figurerar i "Chelsea Hotel #2" är Janis Joplin. Han har senare bett om ursäkt för att han gjorde det.  Det finns en "Chelsea Hotel #1", men den har endast spelats live. Namnet kommer  från ett känt hotel i New York, Hotel Chelsea. 
Originalomslaget ansågs i USA vara för ekivokt och ersattes med ett foto på Cohen.

## Låtlista
1. "Is This What You Wanted" – 4:13
2. "Chelsea Hotel No. 2" (Leonard Cohen/Ron Cornelius) – 3:06
3. "Lover, Lover, Lover" – 3:19
4. "Field Commander Cohen" – 3:59
5. "Why Don't You Try" – 3:50
6. "There Is a War" – 2:59
7. "A Singer Must Die" – 3:17
8. "I Tried to Leave You" – 2:40
9. "Who by Fire" – 2:33
10. "Take This Longing" – 4:06
11. "Leaving Green Sleeves" (Cohen, trad.) – 2:38

- Samtliga låtar skrivna av Leonard Cohen, om inte annat anges.

## Medverkande
Musiker
- Leonard Cohen – sång, gitarr, munharpa
- John Lissauer – träblåsinstrument, keyboard, körsång, arrangement
- Emily Bindiger – körsång
- Gerald Chamberlain – trombon
- Erin Dickins – körsång
- Lewis Furey – viola
- Ralph Gibson – gitarr
- Armen Halburian – percussion
- Janis Ian – körsång
- Gail Kantor – körsång
- Jeff Layton – banjo, mandolin, gitarr, trumpet
- Barry Lazarowitz – trummor, percussion
- Roy Markowitz – trummor
- John Miller – basgitarr
- Don Payne – basgitarr

Produktion
- Leonard Cohen – musikproducent
- John Lissauer – musikproducent
- Rick Rowe – ljudtekniker, ljudmix
- Frank Laico – ljudtekniker
- Leanne Ungar – assisterande ljudtekniker
- Teresa Alfieri – omslagsdesign